# Miguel López de Legazpi
Pour les articles homonymes, voir Miguel López et López.
Miguel López de Legazpi né en 1502 à Zumarraga, Espagne, décédé le 20 août 1572 à Manille, connu également comme El Adelantado (Le Gouverneur) et El Viejo (Le Vieux), est un conquistador basque-espagnol, qui débarqua aux îles Philippines le 5 février 1565.

## Biographie

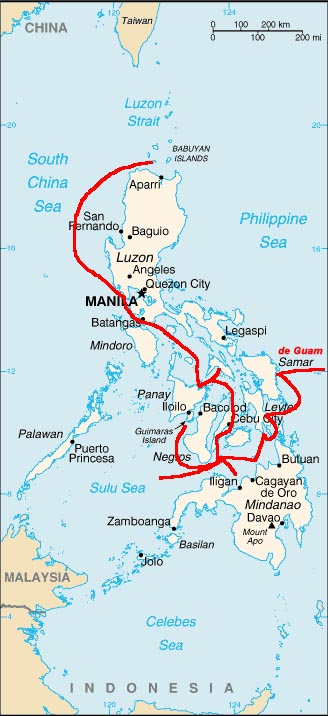
Son itinéraire.

Né en 1502, Miguel López de Legazpi était le plus jeune fils de Don Juan Martínez López de Legazpi et d'Elvira de Gurruchátegui. De famille noble, il vécut à Zumarraga, petite ville de la province du Guipuscoa de la Communauté autonome basque.
Entre 1526 et 1527, López de Legazpi travaille comme avocat au conseil municipal de sa ville natale. En 1528, déçu par le partage de la fortune de ses parents dont la totalité échoit à son frère aîné, López de Legazpi débarque à Mexico pour commencer une nouvelle vie. 
À Tlaxcala, il travaille avec Juan Garcés et la sœur de ce dernier, Isabel Garcés. López de Legazpi et Isabel se marient et ont neuf enfants. Isabel meurt au milieu des années 1550.
De 1528 à 1559, il travaille comme chef du département des finances et comme gouverneur civil de la ville de Mexico. Il est, au début de 1564, mandaté par le vice-roi de Nouvelle-Espagne Luis de Velasco, pour mener une expédition dans l'océan Pacifique, afin de trouver les Îles des épices (Moluques) où Fernand de Magellan et Ruy López de Villalobos débarquèrent en 1521 et 1543, respectivement. L'expédition était ordonnée par le roi Philippe II. Le vice-roi meurt en juillet 1564, mais l'Audiencia et Legazpi terminent quand même les préparatifs de l'expédition. Tôt le matin du 21 novembre 1564, à la tête de 5 navires et 400 soldats, il lève l'ancre du port de Barra de Navidad, État de Jalisco au Mexique.

### Arrivée dans les îles Philippines
López de Legazpi et ses hommes naviguent pendant 93 jours sur l'océan Pacifique. Au début de 1565, ils jettent l'ancre aux îles Mariannes, où ils se réapprovisionnent rapidement. Ils se battent avec les Chamorros et laissent beaucoup de blessés et plusieurs huttes brûlées derrière eux. 
Les troupes de López de Legazpi arrivent aux Philippines et débarquent sur les rives de l'île de Cebu le 13 février 1565. Après une brève lutte avec les autochtones, ils quittent l'île pour ses voisines, les îles de Leyte et Camiguin. Ses navires longent la côte de Bohol le 16 mars 1565. Là-bas, lui et son équipage obtiennent des épices et de l'or après avoir convaincu les autochtones qu'ils ne sont pas Portugais. Il fait un pacte de sang avec le chef de tribu Datu Sikatuna, comme signe d'amitié entre les deux peuples.
Le 27 avril 1565, López de Legazpi et ses hommes retournent à Cebu, attaquent et détruisent le village de Rajah Tupas. Sur place, ils établissent les premières colonies espagnoles, qu'ils baptisent Villa del Santisimo Nombre de Jesús et Villa de San Miguel.
En 1567, 2 100 Espagnols, soldats mexicains et paysans arrivent à Cebu sous les ordres du roi d'Espagne. Ils bâtissent une ville et construisent le port fortifié de San Pedro qui sert de poste avancé pour le commerce avec Mexico et comme protection contre les révoltes des autochtones. 
En 1568, López de Legazpi renvoie l'un de ses hommes en Espagne pour rendre compte de ses progrès. Lui-même demeure à Cebu et n'accompagne pas ses hommes lors de la conquête de Manille, à cause de problèmes de santé dus à son grand âge. Ayant eu vent des riches ressources de Manille, il délègue deux de ses premiers lieutenants, Martín de Goiti et Juan de Salcedo, pour explorer le nord de la région.

### Conquête de Manille
Fin 1569, une force de 300 soldats et cavaliers espagnols et plusieurs autochtones, commandés par Martín de Goiti, quittent Cebu et commencent à explorer les régions du Nord de Visayas. Ils trouvent les îles de Panay et de Mindoro, où ils rencontrent des marins-marchands Chinois. Goiti et Salcedo combattent les pirates chinois au large de la côte est de Mindoro et les boutent hors des îles. Les Espagnols établiront plus tard des colonies dans ce secteur.
Le 8 mai 1570, ils arrivent à Manille et entrent dans la baie du même nom. Les Espagnols sont impressionnés par la taille du port. Ils sont accueillis par les autochtones musulmans. Les soldats de Goiti campent sur place pendant quelques semaines, prétextant négocier une alliance avec le roi musulman, Rajah Suliman. Cependant, leurs véritables objectifs sont d'une toute autre nature. Ils persuadent les autochtones qu'ils sont simplement là pour visiter et ne comptent rester que peu de temps.
Le 24 mai 1570, après qu'une querelle a éclaté entre deux groupes, ils marchent sur la colonie musulmane de Tondo, située en ville de Manille, où ils mènent bataille contre les guerriers de Suliman. Les soldats espagnols puissamment armés défont les autochtones et conquièrent la région.
La même année, d'autres renforts arrivent aux Philippines, décidant López de Legazpi à quitter Cebu. Accompagné de 250 soldats et de 600 guerriers autochtones, il explore les régions de Leyte et de Panay. Il suit Goiti et Salcedo à Manille l'année suivante, après qu'il a entendu dire que la ville avait été conquise.
À Manille, López de Legazpi signe un traité de paix avec les conseillers musulmans autochtones, les rajahs Suliman, Matanda, et Lakandula. Les deux groupes sont d'accord pour former un conseil de ville composé de deux maires, douze conseillers et un secrétaire. López de Legazpi établit finalement une colonie permanente le 24 juin 1571, ordonnant en même temps la construction d'une cité fortifiée, Intramuros. Il proclame la ville capitale des îles et siège permanent du gouvernement espagnol dans l'Océan Pacifique ouest. 
Avec l'aide des Frères Augustins et Franciscains, il établit un gouvernement sur ces îles. Il devient le premier Gouverneur-général Espagnol des Philippines et travaille à convertir les autochtones à la religion catholique. Ceux qui ne se soumettent pas à ses règles sont torturés et exécutés, ceux qui le soutiennent sont "récompensés" par l'encomienda.

### Dernières années
López de Legazpi gouverne la colonie pendant une année avant de mourir d'un arrêt cardiaque à Manille en 1572. Il meurt pauvre et en faillite, vivant avec quelques pesos, ayant dilapidé sa fortune personnelle pendant la conquête. Il fut enterré plus tard dans l'église Saint-Augustin à Intramuros. Il ne vit pas la commémoration de Manille en 1574, où la cité reçut le titre de Ville la plus distinguée et toujours loyale d'Espagne (Insigne y Siempre Leal Ciudad de España) de la part du roi d'Espagne. 
Au moment de la mort de López de Legazpi, les régions de Luçon, Visayas et une partie du nord de Mindanao ont déjà adopté les lois espagnoles. Pendant 256 ans, les Philippines furent administrées par la Nouvelle Espagne comme colonie espagnole.

## Lettres au roi d'Espagne
Durant ses dernières années, López de Legazpi écrivit plusieurs lettres à Philippe II sur son séjour aux Indes et sur la conquête qu'il avait achevée. Elles sont connues comme Cartas al Rey Don Felipe II: sobre la expedicion, conquistas y progresos de las islas Felipinas (Lettres au roi Philippe II: de l'expédition, conquête et progrès des îles Philippines). Ces lettres sont toujours conservées dans les archives indiennes à Séville, Espagne.